# Louis Arend
Louis Arend (ursprünglich: Ludwig Arend) (* 6. Oktober 1882 in Malstatt-Burbach; † 10. April 1952 in Saarbrücken) war ein saarländischer Klempnermeister, Handwerksfunktionär und Politiker der CVP.

## Leben
Arend war der Sohn des Dachdeckermeisters Johann Arend. Nach der Lehre im väterlichen Betrieb übernahm er 1905, nach dem Tod des Vaters, die Geschäftsleitung des Betriebs. 1909 legte er die Meisterprüfung als Klempner und Installateur ab. 1914 übernahm er das elterliche Geschäft und erweiterte es zur Dachdeckerei und Bauklempnerei, die er im Laufe der Jahre aus- und umbaute. Schließlich wurde es in Louis Arend GmbH umbenannt, diese Firma existiert noch heute. 1923 erfolgte der Zukauf der Bimsbeton-Industrie GmbH in Merzig. Arend in führender Stellung in der Dachdeckerinnung aktiv. 
1911 heiratete Louis Arend Rebekka, geb. Lion, die in der NS-Zeit als Jüdin verfolgt wurde. 1942 kam sie ins Frauen-KZ Ravensbrück, von wo aus sie in das Vernichtungslager Auschwitz deportiert und dort ermordet wurde. 1943 heiratete Louis Arend Maria, geb. Kammenhuber. Nach dem Ende des Zweiten Weltkriegs wurde Arend als Unbelasteter eingestuft.
Im Juli 1945 wurde Arend zum ersten Präsidenten der damals neu errichteten Handwerkskammer Saar gewählt, dieses Amt übte er bis 1950 aus. Am 15. November 1945 leitete er die konstituierende Sitzung des Beirats der Handwerkskammer. Zu dieser Zeit trat er in die CVP ein, für die er im Saarbrücker Stadtrat saß. Nebenher war er Teilhaber der Klein-Schanzlin Pumpen AG (heute KSB SE & Co. KGaA) mit Sitz in Homburg, dort hatte er den Vorsitz im Aufsichtsrat inne, ebenso bei der Schwinn AG (heute Schmiedag) und der Feintechnik AG (heute Robert Bosch GmbH), beide ebenfalls in Homburg ansässig. Darüber hinaus gehörte Arend weiteren Aufsichtsräten an, insbesondere im Bereich saarländischer Banken und Versicherungen.
1947 wurde Arend in die Verfassungskommission des Saarlandes berufen, nach der Landtagswahl am 5. Oktober 1947 gehörte er zunächst der Gesetzgebenden Versammlung und danach dem ersten Landtag des Saarlandes bis zu seinem Tod an.